# Пуггалапаннатти
Пуггалапаннати — четвёртый по счёту текст в Абхидхамма-питаке, третьей книге Палийского канона, посвящённый понятию «личности».
Пуггалапаннати имеет много общего, как по форме, так и по содержанию, с Сутта-питакой. Книга в отличие от большинства других книг Абхидхамма-питаки не носит выраженного метафизического характера. Последнее служит одним из доводов в пользу версии о  Пуггалапаннати как самой ранней книге Абхидхамма-питаки.
Матика, специальный список в начале текста, сообщает о существовании шести паннати, а именно кхандх, аятан, дхату, саччи, индрии и пуггалы. Далее идёт уже перечисление 5 кхандх, 12 аятан, 18 дхату, четырёх истин, 26 индрий, а также всех пуггал, распределённых по классам, которые обозначены числами от 1 до 10 соответственно. Подробное объяснение текст Пуггалапаннати даёт лишь для пуггал.
Для текста характерно наличие повторов и заимствований. Так, третий, четвёртый и пятый разделы в классификации пуггал практически полностью соответствуют третьей, четвёртой и пятой нипатам Ангуттара-никаи.